# Giovanni Porfirio
Giovanni Porfirio (Trivento, 1897 – Roma, 1973) è stato un partigiano, antifascista e politico italiano.

## Biografia
Porfirio nacque il 27 novembre 1897 a Trivento, provincia di Campobasso, nella regione Abruzzi e Molise (ora in Molise). A 16 anni, nel 1914 emigrò negli Stati Uniti d'America con il fratello minore Tommaso. Ritornò in Italia per unirsi - come volontario, al Regio Esercito subito dopo l’entrata in guerra dell’Italia nella prima guerra mondiale, allorquando si arruolò nel reparto zappatori del genio militare del Regio Esercito.
Al termine della grande guerra tornò a Trivento e, nel 1920, si sposò, con Matilde Del Castello, di sette anni più grande, poco prima di fondare, unitamente al fratello Tommaso, la locale sezione del Partito Comunista Italiano.
Separatosi dalla moglie, con la quale aveva avuto tre figli, durante il ventennio fascista fu costretto - per motivi politici (era marxista) a esiliarsi prima a Parigi da dove poi tornò in America, a New York, dove arrivò clandestinamente e lavorò come muratore.

### L'incontro con Mary Neiman
Nell’estate del 1931 conobbe e s'innamorò di Mary Neiman, ebrea originaria della cittadina polacca di Łowicz. I due si trasferirono in Unione Sovietica, nell’ottobre del 1931 poichè Mary era rimasta incinta, dove restarono finché non mutarono notevolmente le condizioni che in passato avevano favorito e protetto gli stranieri. Questi mutamenti scaturirono dall'assassinio di Sergej Mironovič Kirov a Leningrado nel dicembre del 1934. Nell’aprile del 1936 si trovarono a Roma dove, a causa della precedente attività politica di Giovanni ed essendo stati schedati dal regime, subirono quotidiani controlli da parte delle forze dell'ordine. Qualche mese dopo (a luglio del 1936) Giovanni tornò a Trivento e con la compagna e i loro due figli si stabilì in un casolare di sua proprietà in località Morgia di Pietrafenda (conosciuta anche semplicemente come Pietra Fenda).
I due furono denunciati per concubinato dalla moglie di Giovanni, arrestati e rilasciati quasi subito, in seguito al pagamento della relativa pena pecuniaria.

### La Banda Porfirio
Pochi giorni dopo l'armistizio di Cassibile del settembre del 1943, Giovanni e Mary fondarono il locale corpo di liberazione nazionale contro il nazifascismo, con base a Pietrafenda. L'unica banda armata partigiana del Molise, di fatto operativa tra il mese di settembre del 1943 e la metà di gennaio del 1944, acquisì il nome di "Banda Porfirio". La formazione della "prima resistenza" molisana fu formata da circa 50 componenti (tra questi figurava anche il figlio nato a Mosca, Gino Porfirio), tutti riconosciuti ufficialmente partigiani grazie all'attività di lotta e sabotaggio attestata e svolta contro i nazisti nel territorio circostante il triventino, nella valle del Trigno, sul monte Marrone e su altri rilievi delle Mainarde, tra le linee difensive tedesche del Volturno e Gustav. I nazisti ordinarono al maresciallo dei Carabinieri, Giuliano Cattari, di catturare Porfirio, pena l'uccisione di alcuni giovani abitanti del luogo. Grazie allo stesso maresciallo e alla successiva e veloce Liberazione, la tragedia fu evitata. I liberatori di Trivento furono gli Alleati della I divisione canadese, aiutati dalla stessa Banda Porfirio. Alcune delle audaci azioni partigiane compiute da Giovanni sono menzionate nel libro The Regiment di Farley Mowat che al tempo era un giovane ufficiale dell'esercito canadese. Le sue azioni di guerra sono descritte nella versione inglese (poichè l’edizione italiana del libro fu censurata e i paragrafi relativi al Porfirio furono eliminati). I partigiani molisani si distinsero anche per aver contribuito a soccorrere e proteggere i prigionieri fuggiti dal campo di internamento di Sulmona lungo l'asse di Roccaraso e Agnone, oltre il confine meridionale abruzzese, verso i territori già liberi dall'occupazione nazista.